# Sebastian Cybulski
Sebastian Marek Cybulski (ur. 29 listopada 1982 w Warszawie) – polski aktor filmowy, teatralny, dubbingowy i telewizyjny, producent teatralny oraz pedagog.

## Wczesne lata
W dzieciństwie należał do zespołu Fasolki. Występował również w dziecięcym programie telewizyjnym Tik-Tak.
W 2001 roku ukończył III Liceum Ogólnokształcące im. gen. Józefa Sowińskiego w Warszawie. W latach 2001–2003 uczył się w Prywatnej Szkole Haliny i Jana Machulskich w Warszawie. Jednocześnie rozpoczął studia na Wydziale Inżynierii Chemicznej i Procesowej Politechnice Warszawskiej, które przerwał w 2002, by rozpocząć naukę na Wydziale Aktorskim PWSFTviT w Łodzi. Po ukończeniu studiów w 2007 podjął Podyplomowe Studia Menedżerskie dla Twórców, Artystów i Animatorów Kultury na Uniwersytecie Warszawskim.

## Kariera
W teatrze debiutował w 2002 rolą Krzyśka w sztuce Radosława Figury Gry Adama w Teatrze Stara ProchOFFnia w Warszawie. Współpracuje z wieloma warszawskimi teatrami, takimi jak Scena Prezentacje (od 2007), Kwadrat (od 2008), Konsekwentny (od 2011), Teatr Polonia/Och-Teatr (od 2012), WARSawy (od 2013), Komedia (od 2014), Kamienica (od 2015) i Klub Komediowy w Warszawie (od 2017), jak również z Teatrem Powszechnym w Radomiu, Teatr Dramatyczny im. Aleksandra Węgierki w Białymstoku, Teatrem Old Timers Garage w Katowicach (od 2013) i Teatrem Śląskim w Katowicach (od 2015). Ponadto współpracował ze stołecznymi teatrami, takimi jak Teatr TrzyRzecze (2016–2017), Capitol (2014–2015), Druga Strefa (2008–2014) czy Powszechnym (2008–2010), a także z Teatrem Polskim w Poznaniu (2008–2015).
W 2020 roku zagrał Ernesta Thorna, wielkiego magika w ukraińskim filmie Viddana (pol. Oddana albo Zniewolona: Felix Austria), mającym premierę w styczniu 2020.
Od 2015 roku rozpoczął edukowanie w dziedznie aktorstwa: współpracuje jako wykładowca z Szkołą Aktorską Haliny i Jana Machulskich przy PO ASSITEJ w Warszawie oraz od 2019 roku z Warszawskim Studium Aktorskim w Warszawie.

## Role teatralne
- 2002: Gry Adama, R. Figura, jako Krzysiek (reż. R. Figura) – Teatr Stara ProchOFFnia w Warszawie
- 2006: Pajęcza sieć, A. Christie, jako Jerremy Warender (reż. A. Konieczna) – Teatr Studyjny PWSFTviT w Łodzi
- 2007: Bobok, F. Dostojewski, jako Siemion Ardalionowicz, Platon (reż. G. Lifanov) – Teatr Studyjny PWSFTviT w Łodzi
- 2007: Świętoszek, Molier, jako Walery (reż. M. Staszczak) – Teatr Studyjny PWSFTviT w Łodzi
- 2007: Karton, Jean-Michel Clément, jako Lorenzo (reż. R. Szejd) – Teatr Scena Prezentacje w Warszawie
- 2008: Proca, N. Kolada, jako Anton (reż. R. Szejd) – Teatr Scena Prezentacje w Warszawie
- 2008: Bobok, F. Dostojewski, jako Siemion Ardalionowicz (reż. G. Lifanov) – Teatr Polski w Poznaniu
- 2008: Przebudzenie wiosny, F. Wedekind, jako Ernest Robel (reż. H. Kaut-Howson) – Teatr Powszechny im. Z. Hubnera w Warszawie
- 2008: Berek, M. Szczygielski, jako Wojtek (reż. A. Rozhin) – Teatr Kwadrat w Warszawie
- 2009: Mistrz i Małgorzata, M. Bułhakow, jako Korowiow (reż. G. Lifanov) – Teatr Polski w Poznaniu
- 2010: Mechaniczna Magdalena, A. Maleszka, jako profesor oraz Tarski (reż. S. Biraga) – Teatr Druga Strefa w Warszawie
- 2011: Zaklęte rewiry, H. Worcell, jako Adaś (reż. A. Sajnuk) – Teatr WARSawy w Warszawie
- 2012: Zbrodnia i kara, F. Dostojewski, jako Raskolnikow / Zamietow, Mikołka (reż. G. Lifanov) – Teatr Powszechny im. J. Kochanowskiego w Radomiu
- 2012: Kopciuszek, J. Brzechwa, jako książę (reż. M. Ciunelis) – Teatr Polonia w Warszawie
- 2012: Powietrze, B. Konstrat, jako Filip (reż. S. Biraga) – Teatr Druga Strefa w Warszawie
- 2012: Wspomnienia polskie, W. Gombrowicz, jako Gombrowicz 7 (reż. M. Grabowski) – Teatr Powszechny im. J. Kochanowskiego w Radomiu
- 2013: Szalone nożyczki, P. Pörtner, jako Antonio Wzięty (reż. P. Dąbrowski) – Teatr Dramatyczny im. A. Węgierki w Białymstoku
- 2013: Kontrabanda na podstawie American Buffalo D. Mamet, jako Bob (reż. A. Sajnuk) – Teatr WARSawy w Warszawie
- 2014: Open Chopin, jako Kuba (reż. R. Talarczyk) – Teatr Capitol w Warszawie / Teatr Śląski im. S. Wyspiańskiego w Katowicach
- 2014: Pewniak, M. Pituch, jako Sławek Głodek (reż. J. Wons) – monodram – Teatr Old Timers Garage w Katowicach
- 2014: Zagłada domu Usherów, A.E. Poe jako William (reż. A. Idczak) – Teatr SOHO w Warszawie
- 2014: Jak na wulkanie, R. Hawdon, jako Louis (reż. T. Dutkiewicz) – Teatr Komedia w Warszawie
- 2015: Miłość i Polityka, P. Sauville, jako Thibaut (reż. G. Chrapkiewicz) – Teatr Kamienica w Warszawie
- 2015: Skąpiec. Work in progress, na podstawie „Skąpiec” Molier, jako Marianna (reż. A. Biernacki) – Scena Teatralna CKiS w Siedlcach
- 2016: HAMLET #casting – spektakl multimedialny na podstawie „Hamlet” W. Shakespeare (reż. A. Król) w ramach Big Book Festival w Warszawie
- 2016: Zbrodnia i kara, F. Dostojewski jako Porfiry Pietrowicz (reż. G. Lifanov) – Teatr Powszechny im. J. Kochanowskiego w Radomiu
- 2016: 19 minut, J. Krasnowolski, autorski spektakl (reż. M. Krauze) – Teatr Druga Strefa w Warszawie
- 2017: Rozkłady Jazdy, P. Zelenka, jako Stephen, Barney, Sebastian (reż. A. Biernacki) – Teatr Kamienica w Warszawie
- 2017: Mam tak samo jak Ty, K. Dulkowski, jako ON (reż. K. Dulkowski) – Teatr TrzyRzecze w Warszawie
- 2017: Fabularny przewodnik po nieruchomości wolnostojącej, M. Sufin, B. Staryszak, jako Meldici, Duch Druh (reż. M. Sufin) – Klub Komediowy w Warszawie
- 2017: Casting. Poczekalnia, M. Kowalewski jako Waldemar (reż. J. Wons) – kantyna kulturalna
- 2018: Milczenie, S. Stephenson jako śledczy (reż. T. Dutkiewicz) – Teatr Komedia w Warszawie
- 2020: Romeo i Julia, W. Shakespeare jako Tybalt (reż. J. Weisgerber) – Szekpir w parku

### Teatr Telewizji
- 1998: Książę Niezłomny jako młody żołnierz (reż. J. Krysiak)
- 2008: Pseudonim Anoda jako funkcjonariusz MBP (ubek) (reż. M. Malec)
- 2009: Tajny współpracownik jako ubek (reż. K. Lang)
- 2016: Totus Tuus jako ksiądz Marian (reż. P. Woldan)
- 2018: Prymas Hlond jako żołnierz polski (reż. P. Woldan)

## Filmografia

### Filmy
- 1994: Panna z mokrą głową
- 1998: Spona
- 2007: Jutro idziemy do kina jako maturzysta (reż. M. Kwieciński)
- 2011: Och, Karol 2 jako uczestnik konferencji (reż. P. Wereśniak)
- 2012: Kanadyjskie sukienki jako Adam (reż. M. Michalski)
- 2013: Świat Walerego jako Walery (reż. M. Kamiński)
- 2014: First time jako On (reż. Łukasz Madziar)
- 2014: Warsaw by Night jako Anglik (reż. N. Koryncka-Gruz)
- 2015: Przystanek do nieba jako Paweł (reż. M. Kamiński)
- 2015: Kantor. Nigdy tu już nie powrócę jako Feliks Kon (reż. J. Hryniak)
- 2016: Historia Roja jako Czesław Czaplicki „Ryś” (reż. J. Zalewski)
- 2016: Finding WrocLove jako Jasiu Srebrnik (reż. D. Watin)
- 2017: Draża – Czetnik. Legenda kresów (TVP Historia) jako Dragan Sotirović (reż. J. Oleszkowicz)
- 2017: Za zdrowie słońca
- 2020: Adwokat jako Grzegorz Szram (reż. Piotr P. Gołębiowski)
- 2020: Viddana (ukr. Віддана) jako Ernest Thorn (reż. Ch. Sywołap)
- 2020: Angel.A jako klucznik i głos złomiarza (reż. A. Nowak, H. Bąk)
- 2021: Wybranice Bogów jako Prof. Antoni Zygmund (reż. T. Matuszczak)

### Seriale
- 2006: Fałszerze – powrót Sfory jako policjant
- 2006: Magda M. jako Konrad Bilewski, kolega Mateusza Kopałki
- 2006: Pierwsza miłość jako Seba, kolega Marysi Radosz
- 2007: Na Wspólnej jako pacjent
- 2007–2013: Barwy szczęścia jako Ksawery Rybiński
- 2008: Teraz albo nigdy! jako kurier
- 2008: Czas honoru jako student Piotr
- 2011: Na dobre i na złe jako Duński
- 2014: O mnie się nie martw jako ksiądz
- 2016: Ojciec Mateusz jako Damian Krawicz
- 2017: Komisarz Alex jako Jurek Staroń
- 2017: Lekarze na start jako Tomasz Marczak (odc. 3-4, 6-9)
- 2017: Drunk History. Pół litra historii jako Konsul, Nuncjusz Papieski
- 2018: Na Wspólnej jako Cezary Turzyk (odc. 2619-2635)
- 2018: Ojciec Mateusz jako Grzegorz Mróz (odc. 242)
- 2018: W rytmie serca jako Fabian, mąż Pauliny i kochanek Moniki (odc. 17)
- 2018: Polscy Szpiedzy 2 jako kpt. Jerzy Sumiński (odc. 7)
- 2018: Kruk. Szepty słychać po zmroku
- 2018: Ślad (odc. 22)
- 2018: Drunk History. Pół litra historii jako:
  - Profesor Akademii Noblowskiej (e01s02)
  - Adolf Zuckor (e04s02)
  - Józef Piłsudski (e06s02)
- 2019: Na dobre i na złe jako Tomek, przyjaciel Lusi (odc. 739)
- 2019: Młody Piłsudski jako Bronisław Piłsudski (odc. 1,2,13)
- 2020: Echo serca jako przystojniak (odc. 38)
- 2020: Przyjaciółki jako Olaf (odc. 182, 183, 184, 187)
- 2020: Miasto długów jako Mateusz Sawicki (odc. 2-6, 10, 13-19, 23)

## Dubbing

### Filmy
- 1996: O czym szumią wierzby
- 1998: Jeden z gangu jako Blackie
- 2003: Koty mówią! jako Blackie
- 2006: Sezon na misia
- 2008: Małpy w kosmosie jako Kosmici i spółka
- 2009: Ben 10: Alien Swarm jako Kevin Levin
- 2010: Jak wytresować smoka jako Mieczyk
- 2010: Brat zastępowy
- 2010: Lego: Clutch Powers wkracza do akcji jako Kostka
- 2010: Potwory kontra Obcy: Dynie-mutanty z kosmosu
- 2011: Latający mnich i tajemnica da Vinci
- 2012: Let It Shine (Netflix)
- 2013: Potworniaste Halloween jako Gus
- 2013: Zakochany Madagaskar
- 2014: Cloud 9 – Burke
- 2014: Jak wytresować smoka 2 jako Mieczyk
- 2015: Flintstonowie: Wielkie Łubu-dubu jako Daniel Bryrock
- 2015: SpongeBob: Na suchym lądzie jako Mewa #2
- 2016: Zamiana jako Stryker Malloy
- 2016: Księga smoków jako Mieczyk
- 2016: Legenda o Smoku Gnatochrupie jako Mieczyk
- 2016: Prezent nocnej furii jako Mieczyk
- 2016: Zwierzogród jako Hycel
- 2017: Pup Star: Razem raźniej
- 2017: Smerfy: Poszukiwacze zaginionej wioski jako Smerf Piekarz
- 2017: Bardzo zły lis i inne opowieści (Boomerang)  jako Królik
- 2017: Valerian i miasto tysiąca planet (Kino świat)
- 2017: Spider-Man: Homecoming
- 2017: Monster Island – Potwór
- 2017: Ocalić święta – Królik
- 2018: Rampage: Dzika furia
- 2019: Jak wytresować smoka 3 jako Mieczyk
- 2019: Jak wytresować smoka: Święta w domu jako Mieczyk
- 2019: Świt jeźdźców smoków jako Mieczyk
- 2020: Poczujcie rytm
- 2020: Między nami, misiami: Film (Cartoon Network) jako Darrell Saragosa, Joey
- 2021: Cruella jako Jasper

### Seriale
- 1981–1989: Smerfy (druga wersja dubbingu) jako
  - Ludwik (odc. 67),
  - Harmoniusz (w jednej scenie odc. 145),
  - gnom (odc. 159),
  - Śpioch (odc. 165–166)
- 1982: Był sobie kosmos (druga wersja dubbingu) jako
  - jeden z obserwatorów (odc. 24),
  - jeden z uczestników ziemskich obrad (odc. 24),
  - jeden z uczestników obrad generała Teignau (odc. 25),
  - małpiogłowy członek rady (odc. 25-26),
  - komendant Herring (odc. 25)
- 1991: Były sobie Ameryki (druga wersja dubbingu) jako
  - mężczyzna zgadzający się z Franklinem (odc. 19),
  - Jerzy III (odc. 19),
  - mężczyzna z niebieską opaską na głowie ostrzegający Paula o wkroczeniu Anglików (odc. 19),
  - Taleyrand (odc. 22),
  - meksykański żołnierz (odc. 22),
  - pułkownik Bowie (odc. 22),
  - José de San Martin (odc. 23),
  - jeden z nabywców metalowych sit (odc. 24),
  - Jack (odc. 24),
  - grabarz (odc. 24),
  - jeden z żołnierzy (odc. 25),
  - jeden z Indian (odc. 25),
  - żołnierz kapitana Jamesa (odc. 26)
- 1991–1993: Taz-Mania jako Wilk Wendal (druga wersja dubbingu)
- 1996: Kot Billy (druga wersja dubbingu) jako
  - Blackie (odc. 2, 4, 6, 10, 30, 33, 37-39, 44-45, 48, 52),
  - Grotz (odc. 3),
  - Caleb (odc. 11),
  - Manx (odc. 15),
  - Woofer (odc. 26),
  - kot z bandy Świętoszka (odc. 29),
  - Artur (odc. 31),
  - bóbr #2 (odc. 43),
  - Rick (odc. 47)
- 1999: SpongeBob Kanciastoporty jako Płaski (odc. 43a)
- 2000–2006: Słowami Ginger jako Will Patterson, Dwayne
- 2001: Przygody Timmy’ego jako
  - nastolatek #2 (odc. 61a),
  - klaun (odc. 61a),
  - facet w kostiumie szczura (odc. 61b),
  - właściciel paletki (odc. 63a),
  - Francis (odc. 63b, 67b),
  - Super motor (Super rower) (odc. 64a),
  - Thomas Jefferson (odc. 64a),
  - Bucky Miernygracz, tata Chestera (odc. 65b),
  - Sammy (odc. 66a),
  - Simon Gwiazdalski (odc. 67b),
  - rudowłosy chłopak (odc. 68a),
  - policjant (odc. 68a),
  - brązowowłosy facet (odc. 68a),
  - skrzat (odc. 68b),
  - Ving (odc. 69)
- 2003: Stuart Malutki jako Muniek
- 2003: Z życia nastoletniego robota
- 2004: Świat Todda jako Kwark
- 2004: Klub Winx jako Helia
- 2004–2007: Danny Phantom jako Johnny
- 2005: Kraina Elfów jako Tytus
- 2006–2007: Storm Hawks jako Strzał, Rzeźbiarz
- 2007: Chowder
- 2007: Nurkuj, Olly
- 2007: Zagroda według Otisa – Dostawca pizzy #2
- 2007: Rajdek – mała wyścigówka – Krecik
- 2008: Ben 10: Obca potęga jako
  - Szlamfire,
  - Cash (odc. 9),
  - Hugo (odc. 10)
- 2008: Batman: Odważni i bezwzględni jako Jaime Reyes, Błękitny Skarabeusz
- 2008–2011: Była sobie Ziemia jako
  - Ditu (odc. 11),
  - kongijski chłopak (odc. 12)
- 2008–2009: Gormiti jako
  - Ike (odc. 2-3, 14, 25-26),
  - Armageddon (odc. 31-32),
  - Bykodzik (odc. 32),
  - Moloch (odc. 45)
- 2008: Wakfu jako jeden z Kropalków (odc. 5)
- 2009: Fanboy i Chum Chum jako Kyle
- 2009: Superszpiedzy jako Marc
- 2009: Liga Złośliwców jako
  - Magenta (odc. 4a),
  - Barwinek (odc. 4a)
- 2010–2012: Ben 10: Ultimate Alien jako
  - Szlamfajer,
  - Wieczny Rycerz #1 (odc. 2),
  - kamerzysta Moralisty (odc. 9),
  - giermek Winston (odc. 28, 41, 50),
  - Kodek Branigen (odc. 29),
  - policjant #2 (odc. 37),
  - załogant statku (odc. 39),
  - Ziąb (odc. 40, 43)
- 2010–2012: Generator Rex jako
  - Moss (odc. 42),
  - John Wróblostrach (odc. 55)
- 2010–2017: Zwyczajny serial jako
  - chłopak (odc. 213),
  - Milton (odc. 214, 220),
  - Steward (odc. 219),
  - pracownik laboratorium (odc. 222),
  - sprzedawca t-shirtów (odc. 222),
  - jeden ze strażników (odc. 225),
  - pracownik Wing Kingdom (odc. 225)
- 2011: Gormiti jako Ike
- 2011: Bąbelkowy świat gupików jako jedna z wielkich małp (odc. 53)
- 2011: Fred szczęściarz jako jeden z kosmitów (odc. 4)
- 2011–2013: Looney Tunes Show jako klient Tiny (odc. 31)
- 2011: Super ninja jako pan Wspaniały (odc. 15)
- 2011: Scooby Doo i Brygada Detektywów jako
  - Jason Wyott – geniusz komputerowy, adorator Velmy (odc. 10),
  - Dandyl Rozbójnik/bibliotekarz (odc. 46)
- 2012–2014: Ben 10: Omniverse jako
  - Ben 10.000 (odc. 49-50, 73, 79),
  - kosmita w sklepie pana Baumana (odc. 64),
  - Artie Artefakt (odc. 65),
  - Maltruant (odc. 65),
  - Gigantozaur (odc. 72),
  - Szybkołak (odc. 74)
- 2013–2014: Jeźdźcy smoków (Netflix, Amazon Prime Video) jako Mieczyk
- 2013: Avengers: Zjednoczeni jako Citizen V (odc. 57-58)
- 2013–2017: Liv i Maddie jako Jacob Michaels (odc. 53)
- 2013: W tę i nazad jako jeden z nastolatków (odc. 31a)
- 2013: Młodzi Tytani: Akcja! (Cartoon Network) jako Andy (odc. 180, 182-183)
- 2013: Rick i Morty (Netflix) jako
  - Bohater telenoweli (druga wersja dubbingu; odc. 8),
  - Glen (druga wersja dubbingu; odc. 8),
  - Johnny Depp (druga wersja dubbingu; odc. 8),
  - Narrator (druga wersja dubbingu; odc. 8),
  - Łowca (druga wersja dubbingu; odc. 12),
  - Policjant (druga wersja dubbingu; odc. 13)
- 2013–2017: Wujcio Dobra Rada (Cartoon Network) jako
  - prezenter w TV (odc. 75-76),
  - Gniewny Elf (odc. 77),
  - Mikro Cud (odc. 80, 91-92, 99, 102-103, 113, 115, 119, 121-122, 144-146),
  - spiker (odc. 80),
  - przewodnik (odc. 81),
  - głos maszyny Taneczna Rebelia (odc. 84),
  - szpinak Coopera (odc. 96),
  - Czarek Burger (Charlie Burger / Karol Burger) (odc. 98)
- 2014: Clarence (Cartoon Network) jako
  - Burmistrz Aberdale (odc. 46),
  - Glary (odc. 51),
  - „Pasożyt”, kuzyn Belsona (odc. 87),
  - głos gry Cyber-snajper (odc. 88),
  - oskarżony, bohater filmu (odc. 89),
  - dyrektor szkoły (odc. 90)
- 2014: Doktor Jaciegacie (Cartoon Network) jako
  - Steve,
  - Lennon,
  - Paweł,
  - Chomik
- 2014: Super 4 (teleTOON+) jako Gene
- 2014: Kirby Buckets (Disney Channel) jako
  - Trev (odc. 23, 46),
  - Wayne (odc. 25),
  - Kirby z przyszłości (odc. 26),
  - pan Krause (odc. 51),
  - Gregory (odc. 53)
- 2014: Yo-kai Watch (Cartoon Network, Netflix) jako
  - prowadzący program "Wytrwaj i wygraj" (odc. 61b),
  - Greesel (odc. 72a)
- 2015: Kornisz i Fistach (Disney XD) jako
  - KOLO-SKAN (odc. 4a),
  - Krwawa Aga (odc. 5a),
  - Pierre (odc. 5b),
  - Radu (odc. 10a),
  - mięśniak w żółtych szortach (odc. 12b),
  - Król Szczur (odc. 14a)2015: Mali odkrywcy – małpa (odc. 17)
- 2015: Miraculum: Biedronka i Czarny Kot (Disney Channel, Disney XD) jako
  - Nathanaël (odc. 2, 11, 17),
  - Jalil Kubdel (odc. 15),
  - Chris (odc. 19)
- 2015: Mali odkrywcy jako małpa (odc. 17)
- 2015: Między nami, misiami (Cartoon Network) jako
  - Darrell (odc. 33),
  - Dave (odc. 36),
  - pilot samolotu #2 (odc. 37)
- 2015: Miles z przyszłości (Disney Junior) jako
  - Flurrbo (odc. 23b, 26a, 45ab, 50b),
  - Hank (odc. 26b)
- 2015–2016: Pokémon seria: XYZ (Disney XD, Netflix, Amazon Prime Video) jako Miętuś (odc. 5, 9-10, 14, 26, 28, 38-40, 42-43, 46)
- 2015: Projekt Mc²  (Disney Channel) jako Aaron
- 2015: Strażnicy Galaktyki (Disney XD)
- 2015: Superciapy (Cartoon Network)
- 2015: Transformers: Robots in Disguise (Cartoon Network) jako
  - Airazor (odc. 12, 14),
  - jeden z rajdowców (odc. 14),
  - Sawtooth (odc. 41, 43-44)
- 2016: Justice League Action (Cartoon Network) jako Blue Beetle (odc. 9, 18)
- 2016: Panna Moon (Boomerang) jako
  - pan Spaghetti (fotograf) (odc. 4, 41),
  - policjant (odc. 13)
- 2016: Soy Luna (Disney Channel)
- 2016: Elena z Avaloru (Disney Channel) jako Książę Marzel (odc. 42-45, 48)
- 2017: Bardzo zły lis i inne opowieści (Boomerang) jako Królik
- 2017: Bingo i Rolly w akcji (Disney Channel)
- 2017: Dziecko do rąk własnych (Boomerang) jako Królik
- 2017: Miki i raźni rajdowcy (Disney Junior) jako Robbie Roberts (odc. 3b)
- 2017: OK K.O.! Po prostu walcz (Cartoon Network) jako
  - Brokuł (odc. S09, 2, 6, 13)
  - Nick Army (odc. 1, 3, 14),
  - Ryba (odc. 9)
- 2017: Spider-Man (Disney XD) jako
  - Skorpion (odc. 2, 12),
  - Duch (odc. 9)
  - Abraham Brown (odc. 36)
- 2017: Strażniczki Kadabry (Nickelodeon Polska) jako Wasserma
- 2017: Kicia Rożek (Cartoon Network) jako Wilk (odc. 81)
- 2017: Raven na chacie (Disney Channel)
- 2018: Taffy (Boomerang) jako Nibbles
- 2018: Greenowie w wielkim mieście (Disney XD)
- 2018: Penny z M.A.R.Sa (Disney Channel) jako Piccolo
- 2018: Smoczy Książę (Netflix) jako
  - Książę Kasef (odc. 20-22, 24-25),
  - Lain (odc. 26)
- 2019: Zjazd rodzinny jako
  - Tommy (odc. 9), Kurt (odc. 10)
- 2019: Zwierzaki-przebieraki jako pan Livingstone (odc. 79-90)
- 2019: Wielkie plany Archibalda jako Celestyn
- 2019: Lego City: Miasto przygód (Nickelodeon Polska)
- 2019: Wiedźmin (serial) (Netflix) jako Tsoka (odc. 3)
- 2019: Victor i Valentino (Cartoon Network) jako
  - Andres (odc. 7-8, 36),
  - El Colorado (odc. 10),
  - Byk (odc. 39)
- 2019: Ciemny kryształ: Czas buntu (Netflix) jako Rian
- 2020: Śmiechobeka (Nickelodeon Polska) jako spiker
- 2020: Kapitan Tsubasa (TVP Abc) jako Koijro Hyuga
- 2020: Rzut za trzy (Netflix) jako
  - Benjamin „Ben” Hopkins,
  - Gunnar Fitzsimmons (odc. 4, 10)
- 2020: Bakugan: Armored Alliance (Cartoon Network) jako Haavik
- 2020: Tut Tut Autka w Pagórkowie (Netflix)
- 2020: Po prostu Kucek (Nickelodeon Polska) jako
  - Gerry (odc. 2b, 5a, 7b, 10ab, 11b, 12b-13a),
  - Fotograf (odc. 4b)
- 2020: Pamiętnik Chrumasa (YouTube) jako
  - Pitbull Raptus (odc. 16)
  - Lis Fris (odc. 17)
- 2021: Arcane jako Deckard

### Gry komputerowe
- 2010: Heavy Rain jako Gordi Kramer
- 2010: StarCraft II: Wings of Liberty jako Valerian Mengsk
- 2010: God of War: Duch Sparty jako Wyznawca Aresa
- 2011: Test Drive Unlimited 2 jako Zleceniodawca
- 2011: Rage jako Pollard, Richard
- 2011: Ratchet & Clank: 4 za jednego jako Tharpod III
- 2011: Uncharted 3: Oszustwo Drake’a jako Agent
- 2011: Herosi PlayStation Move jako Ratchet
- 2012: Epic Mickey 2: Siła dwóch jako Kozioł
- 2013: StarCraft II: Heart of the Swarm jako Valerian Mengsk
- 2013: Sly Cooper: Złodzieje w czasie jako Automatyczny operator
- 2013: Ratchet & Clank: NEXUS jako Ratchet
- 2014: Zaginięcie Ethana Cartera jakoTravis Carter
- 2015: Until Dawn jako DJ w radiu
- 2015: StarCraft II: Legacy of the Void jako Valerian Mengsk
- 2016: StarCraft II: Nova Covert Ops jako Valerian Mengsk
- 2017: Need for Speed: Payback
- 2017: Star Wars: Battlefront II
- 2019: Marvel’s Spider-Man
- 2019: Star Wars Jedi: Upadły zakon jako Szturmowiec
- 2020: Ghost of Tsushima jako Słomiany kapelusz
- 2020: CyberPunk 2077

### Słuchowiska
- 2008: Na probostwie w Wyszkowie
- 2010: Narrenturm jako
  - Jaksa z Wiszni,
  - Zakonnik
- 2014: Żywe trupy jako Glenn (tomy 5-8)
- 2014: Każdy się liczy jako
  - Antoni Duszek,
  - Józef Panaś,
  - nieznany legionista
- 2014: Thorgal
- 2017: This War of Mine
- 2020: Proces S. Reńca jako Prokurator
- 2020: Kwestia ceny Z. Miłoszewski jako Dymitryj
- 2020: Lalka B. Prus jako
  - Adwokat,
  - Konduktor

## Nagrody
- 2008 – Talia 2008 główna nagroda dla spektaklu „Bobok” F. Dostojewskiego na XII Festiwalu Komedii TALIA (Tarnów)
- 2008 – Feliks publiczności dla spektaklu „Proca” N. Kolady (Warszawa)
- 2009 – Biały Bez – wyróżnienie w plebiscycie na najpopularniejszego aktora teatrów wielkopolskich sezon 2008/2009 (Poznań)